# HS화성

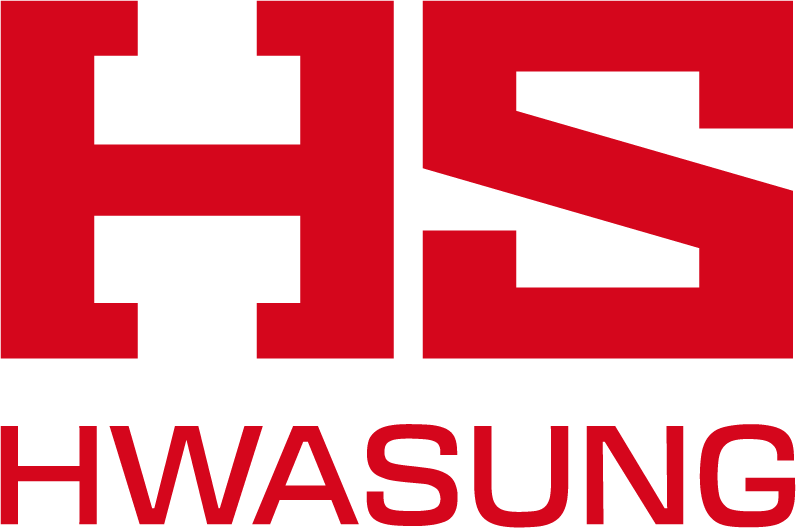
HS화성 본사 (황금동)

HS화성 주식회사(HS和成)는 대한민국의 건설 회사이다. 국토교통부가 발표한 2024년 시공능력평가에서 토목건축공사업 시공능력평가액 9,388억 원으로 47위를 기록했다.

## 역사
- 1958년 9월 1일 삼용사 설립
- 1960년 10월 화성산업㈜으로 개칭
- 1972년 9월 17일 동아백화점 개점(현 동아백화점 본점)
- 1984년 12월 15일 동아쇼핑센터 개점(현 동아백화점 쇼핑점)
- 1986년 국제 스파 가입
- 1988년 프랑스 쁘렝땅과 프렌차이즈 계약, 9월 1일 서울 쁘렝땅 백화점 개점(현 서울지방고용노동청 건물)
- 1988년 8월 기업 공개
- 1988년 9월 29일 주식 상장
- 1993년 화성장학문화재단 설립
- 1994년 의성공장(철구, PC) 설립
- 1998년 경주세계문화엑스포 조성공사 준공
- 2000년 대구전시컨벤션센터(현 EXCO) 준공
- 2001년 1월 본사 소재지 황금동으로 변경 및 현 사옥으로 이전
- 2005년 김대중컨벤션센터 준공
- 2010년 5월 이랜드에 동아백화점 매각
- 2015년 신세계라이브쇼핑 2대 주주로 참여
- 2016년 삼성라이온즈파크 준공
- 2023년 KCGI자산운용 2대 주주로 참여
- 2024년 7월 HS화성㈜으로 사명변경

## 같이 보기
- 대한건설협회
- 해외건설협회
- 국토교통부
- 건설워커